# Salix arizonica
Salix arizonica är en videväxtart som beskrevs av Robert D. Dorn. Salix arizonica ingår i släktet viden, och familjen videväxter. Inga underarter finns listade i Catalogue of Life.